# Binumarien jezik
Binumarien jezik (ISO 639-3: bjr; binamarir, binumaria), transnovogvinejski jezik iz Papue Nove Gvineje, kojim govori oko 360 ljudi (1990 popis) u distriktu Kainantu u provinciji Eastern Highlands.
Zajedno s jezicima sjeverni tairora [tbg], južni tairora [omw] i Waffa [waj] čini kainantsku podskupinu tairora. Latinično pismo.

## Vanjske poveznice
- Ethnologue (14th)
- Ethnologue (15th)